# ФК «Урожай» в сезоне 2019/2020
Сезон 2019/2020 — 2-й сезон для футбольного клуба «Урожай» под эгидой РФС, который клуб проводит в Первенстве ПФЛ.

## События
16 июля 2019 года ФК «Урожай» стартовал в новом сезоне ПФЛ с поражения со счётом 0:2 в Астрахани от местного «Волгаря». При этом за несколько дней до этого, 12 июля того же года, решением Палаты РФС по разрешению споров на клуб был наложен ещё один запрет на регистрацию новых футболистов. 20 июля аналогично неудачно команда стартовала и в 1/256 финала нового сезона Кубка России, уступив на своём поле со счётом 1:3 майкопской «Дружбе». Таким образом, ФК «Урожай» во второй раз подряд вылетел из национального Кубка на самой ранней стадии.
23 марта 2020 года стало известно, что РФС проводит проверку состоявшегося 13 марта того же года домашнего поединка краснодарского клуба против черкесского «Интера» на предмет договорного характера, подозрения в котором вызвали странные голы, ставки и падение коэффициентов.

## Текущий состав
| № |                            | Поз. | Имя                    | Год рождения |
| - | -------------------------- | ---- | ---------------------- | ------------ |
|   | Флаг России                | ПЗ   | Андрей Алексеев        | 1997         |
|   | Флаг России                | ПЗ   | Руслан Гомлешко        | 1995         |
|   | Флаг России                | Вр   | Дмитрий Зайцев         | 1995         |
|   | Флаг России                | Защ  | Тимур Закиров          | 1996         |
|   | Флаг России                | Защ  | Тамерлан Качмазов      | 1995         |
|   | Флаг России                | ПЗ   | Константин Ковалевский | 2001         |
|   | Флаг России                | ПЗ   | Константин Костанди    | 2001         |
|   | Флаг России                | ПЗ   | Никита Лысенко         | 2001         |
|   | Флаг России · Флаг Армении | Нап  | Михаил Маркосов        | 1985         |
|   | Флаг России                | ПЗ   | Юрий Митрохин          | 1997         |

| № |             | Поз. | Имя                  | Год рождения |
| - | ----------- | ---- | -------------------- | ------------ |
|   | Флаг России | ПЗ   | Давид Наниев         | 1993         |
|   | Флаг России | ПЗ   | Александр Нестеренко | 1993         |
|   | Флаг России | Защ  | Илья Поликутин       | 1994         |
|   | Флаг России | Защ  | Антон Поправкин      | 2001         |
|   | Флаг России | ПЗ   | Максим Сидоров       | 1998         |
|   | Флаг России | Защ  | Егор Тесленко        | 2001         |
|   | Флаг России | Защ  | Спиридон Филипиди    | 1996         |
|   | Флаг России | Вр   | Владислав Шевченко   | 1996         |
|   | Флаг России | Нап  | Алексей Шульгин      | 1997         |

## Статистика

### Игры и голы
| №.                                                              | Нац.        | Позиция | Игрок                  | Всего   | Всего   | ПФЛ     | ПФЛ     | Кубок России | Кубок России |         |         |         |         |         |         |
| №.                                                              | Нац.        | Позиция | Игрок                  | Игры    | Голы    | Игры    | Голы    | Игры         | Голы         |         |         |         |         |         |         |
| Вратари                                                         | Вратари     | Вратари | Вратари                | Вратари | Вратари | Вратари | Вратари | Вратари      | Вратари      | Вратари | Вратари | Вратари | Вратари | Вратари | Вратари |
| --------------------------------------------------------------- | ----------- | ------- | ---------------------- | ------- | ------- | ------- | ------- | ------------ | ------------ | ------- | ------- | ------- | ------- | ------- | ------- |
| 1                                                               | Флаг России | Вр      | Дмитрий Зайцев         | 3       | -3      | 2+1     | -3      | 0+0          | 0            |         |         |         |         |         |         |
| 25                                                              | Флаг России | Вр      | Даниил Баринов         | 1       | 0       | 1+0     | 0       | 0+0          | 0            |         |         |         |         |         |         |
| 99                                                              | Флаг России | Вр      | Никита Черников        | 1       | -1      | 0+1     | -1      | 0+0          | 0            |         |         |         |         |         |         |
| Защитники                                                       |             |         |                        |         |         |         |         |              |              |         |         |         |         |         |         |
| 2                                                               | Флаг России | Защ     | Василий Черов          | 1       | 0       | 1+0     | 0       | 0+0          | 0            |         |         |         |         |         |         |
| 3                                                               | Флаг России | Защ     | Илья Поликутин         | 17      | 1       | 15+2    | 1       | 0+0          | 0            |         |         |         |         |         |         |
| 4                                                               | Флаг России | Защ     | Никита Лысенко         | 14      | 0       | 10+4    | 0       | 0+0          | 0            |         |         |         |         |         |         |
| 5                                                               | Флаг России | Защ     | Егор Тараканов         | 9       | 0       | 9+0     | 0       | 0+0          | 0            |         |         |         |         |         |         |
| 13                                                              | Флаг России | Защ     | Антон Поправкин        | 12      | 1       | 9+3     | 1       | 0+0          | 0            |         |         |         |         |         |         |
| 21                                                              | Флаг России | Защ     | Евгений Овсиенко       | 1       | 0       | 1+0     | 0       | 0+0          | 0            |         |         |         |         |         |         |
| 67                                                              | Флаг России | Защ     | Константин Ерохин      | 1       | 0       | 1+0     | 0       | 0+0          | 0            |         |         |         |         |         |         |
| 77                                                              | Флаг России | Защ     | Максим Сидоров         | 11      | 0       | 9+2     | 0       | 0+0          | 0            |         |         |         |         |         |         |
| Полузащитники                                                   |             |         |                        |         |         |         |         |              |              |         |         |         |         |         |         |
| 7                                                               | Флаг России | ПЗ      | Спиридон Филиппиди     | 17      | 0       | 12+5    | 0       | 0+0          | 0            |         |         |         |         |         |         |
| 8                                                               | Флаг России | ПЗ      | Арман Пахлеванян       | 14      | 1       | 10+4    | 1       | 0+0          | 0            |         |         |         |         |         |         |
| 10                                                              | Флаг России | ПЗ      | Евгений Чабанов        | 1       | 1       | 1+0     | 1       | 0+0          | 0            |         |         |         |         |         |         |
| 14                                                              | Флаг России | ПЗ      | Артём Воронкин         | 16      | 1       | 14+2    | 1       | 0+0          | 0            |         |         |         |         |         |         |
| 23                                                              | Флаг России | ПЗ      | Юрий Митрохин          | 15      | 0       | 8+7     | 0       | 0+0          | 0            |         |         |         |         |         |         |
| 28                                                              | Флаг России | ПЗ      | Владислав Рыжков       | 13      | 1       | 13+0    | 1       | 0+0          | 0            |         |         |         |         |         |         |
| 33                                                              | Флаг России | ПЗ      | Давид Бидловский       | 1       | 0       | 1+0     | 0       | 0+0          | 0            |         |         |         |         |         |         |
| 70                                                              | Флаг России | ПЗ      | Константин Костанди    | 12      | 2       | 3+9     | 2       | 0+0          | 0            |         |         |         |         |         |         |
| 87                                                              | Флаг России | ПЗ      | Игорь Туник            | 7       | 0       | 0+7     | 0       | 0+0          | 0            |         |         |         |         |         |         |
| 90                                                              | Флаг России | ПЗ      | Константин Ковалевский | 9       | 0       | 6+3     | 0       | 0+0          | 0            |         |         |         |         |         |         |
| Нападающие                                                      |             |         |                        |         |         |         |         |              |              |         |         |         |         |         |         |
| 17                                                              | Флаг России | Нап     | Тимур Мелекесцев       | 15      | 8       | 14+1    | 8       | 0+0          | 0            |         |         |         |         |         |         |
| 19                                                              | Флаг России | Нап     | Алексей Шульгин        | 19      | 3       | 16+3    | 2       | 0+0          | 1            |         |         |         |         |         |         |
| * Игроки, покинувшие команду или ушедшие в аренду в этом сезоне |             |         |                        |         |         |         |         |              |              |         |         |         |         |         |         |
| 9                                                               | Флаг России | Нап     | Михаил Маркосов        | 16      | 1       | 13+3    | 1       | 0+0          | 0            |         |         |         |         |         |         |
| 10                                                              | Флаг России | ПЗ      | Давид Наниев           | 7       | 0       | 5+2     | 0       | 0+0          | 0            |         |         |         |         |         |         |
| 11                                                              | Флаг России | ПЗ      | Александр Нестеренко   | 9       | 0       | 6+3     | 0       | 0+0          | 0            |         |         |         |         |         |         |
| 29                                                              | Флаг России | Защ     | Тимур Закиров          | 13      | 2       | 10+3    | 2       | 0+0          | 0            |         |         |         |         |         |         |
| 80                                                              | Флаг России | ПЗ      | Руслан Гомлешко        | 12      | 0       | 2+10    | 0       | 0+0          | 0            |         |         |         |         |         |         |
| 96                                                              | Флаг России | Вр      | Владислав Шевченко     | 16      | -33     | 16+0    | -33     | 0+0          | 0            |         |         |         |         |         |         |

### Бомбардиры
Включает в себя все официальные игры. Список отсортирован по итоговому результату.
| Поз. | Нац.        | Номер | Имя                 | ПФЛ | Кубок России | Итого |
| ---- | ----------- | ----- | ------------------- | --- | ------------ | ----- |
| 1    | Флаг России | 17    | Тимур Мелекесцев    | 8   | 0            | 8     |
| 2    | Флаг России | 19    | Алексей Шульгин     | 2   | 1            | 3     |
| 3    | Флаг России | 29    | Тимур Закиров       | 2   | 0            | 2     |
| 4    | Флаг России | 70    | Константин Костанди | 2   | 0            | 2     |
| 5    | Флаг России | 13    | Антон Поправкин     | 1   | 0            | 1     |
| 6    | Флаг России | 14    | Артём Воронкин      | 1   | 0            | 1     |
| 7    | Флаг России | 9     | Михаил Маркосов     | 1   | 0            | 1     |
| 8    | Флаг России | 8     | Армен Пахлеванян    | 1   | 0            | 1     |
| 9    | Флаг России | 3     | Илья Поликутин      | 1   | 0            | 1     |
| 10   | Флаг России | 28    | Владислав Рыжков    | 1   | 0            | 1     |
| 11   | Флаг России | 10    | Евгений Чабанов     | 1   | 0            | 1     |
|      |             |       | Автоголы            | 1   | 0            | 1     |

### «Сухие» матчи
Включает в себя все официальные игры. Список отсортирован по итоговому результату.
| Поз. | Нац.        | Номер | Имя                | ПФЛ | Кубок России | Итого |
| ---- | ----------- | ----- | ------------------ | --- | ------------ | ----- |
| 1    | Флаг России | 1     | Дмитрий Зайцев     | 2   | 0            | 2     |
| 2    | Флаг России | 96    | Владислав Шевченко | 1   | 0            | 1     |
| 3    | Флаг России | 25    | Даниил Баринов     | 1   | 0            | 1     |

### Пенальти
Включает в себя все официальные игры. Список отсортирован по итоговому результату.
| Игрок            | Дата             | Соревнование | Соперник           | Статус |
| ---------------- | ---------------- | ------------ | ------------------ | ------ |
| Михаил Маркосов  | 14 сентября 2019 | ПФЛ          | Биолог-Новокубанск | Забит  |
| Владислав Рыжков | 11 ноября 2019   | ПФЛ          | Махачкала          | Забит  |

### Общая статистика
В данной таблице не учитываются результаты товарищеских матчей.
| Сыграно матчей          | 20 (19 ПФЛ, 1 Кубок России)                                                                   |
| Победы                  | 5 (5 ПФЛ, 0 Кубок России)                                                                     |
| Ничьи                   | 5 (5 ПФЛ, 0 Кубок России)                                                                     |
| Поражения               | 11 (10 ПФЛ, 1 Кубок России)                                                                   |
| Забито мячей            | 23 (1,15 за матч)                                                                             |
| Пропущено мячей         | 40 (2,11 за матч)                                                                             |
| Разница мячей           | -17                                                                                           |
| Матчей на ноль          | 4                                                                                             |
| Желтых карточек         | 49 (2,45 за матч)                                                                             |
| Удаления                | 5 (0,25 за матч)                                                                              |
| Лучший счёт             | 5:2 (Д) против «Махачкалы» - ПФЛ, 10 ноября 2019 3:0 (Д) против «Интера» - ПФЛ, 13 марта 2020 |
| Худший счёт             | 1:6 (В) против «Анжи» - ПФЛ, 8 сентября 2019                                                  |
| Наибольшее число матчей | Алексей Шульгин - 19 матчей                                                                   |
| Лучший бомбардир        | Тимур Мелекесцев - 8 голов                                                                    |

## Соревнования
| Соревнование           | Первый матч  | Последний матч | Раунд-начало | Итог выступления | Статистика выступлений | Статистика выступлений | Статистика выступлений | Статистика выступлений | Статистика выступлений | Статистика выступлений | Статистика выступлений | Статистика выступлений | Ссылка |
| Соревнование           | Первый матч  | Последний матч | Раунд-начало | Итог выступления | И                      | В                      | Н                      | П                      | ГЗ                     | ГП                     | РМ                     | В%                     | Ссылка |
| ---------------------- | ------------ | -------------- | ------------ | ---------------- | ---------------------- | ---------------------- | ---------------------- | ---------------------- | ---------------------- | ---------------------- | ---------------------- | ---------------------- | ------ |
| ПФЛ                    | 16 июля 2019 | 13 марта 2020  | 1 тур        | 11 место         | 19                     | 5                      | 5                      | 9                      | 22                     | 37                     | −15                    | 026,32                 | [ 4 ]  |
| Кубок России           | 20 июля 2019 | 20 июля 2019   | 1/256 финала | 1/256 финала     | 1                      | 0                      | 0                      | 1                      | 1                      | 3                      | −2                     | 000,00                 |        |
| Всего                  | Всего        | Всего          | Всего        | Всего            | 20                     | 5                      | 5                      | 10                     | 23                     | 40                     | −17                    | 025,00                 |        |
| Обновлено: 20 мая 2020 |              |                |              |                  |                        |                        |                        |                        |                        |                        |                        |                        |        |

## Первенство ПФЛ 2019/2020

### Результаты по турам
| Поле  | В  | Д  | В  | Д  | В  | Д  | В  | В  | Д  | В  | Д  | В  | Д  | В  | Д  | В  | Д  | В  | Д  |
| Итог  | П  | Н  | П  | П  | Н  | Н  | П  | П  | В  | П  | Н  | Н  | П  | П  | В  | П  | В  | В  | В  |
| Место | 15 | 13 | 15 | 16 | 15 | 15 | 15 | 15 | 15 | 15 | 15 | 14 | 14 | 14 | 14 | 14 | 14 | 14 | 11 |

Последнее обновление: 20 мая 2020.
Источник: Матчи

Поле: Д = дома; В = на выезде. Итог: Н = ничья; П = команда проиграла; В = команда выиграла; О = матч отложен.

### Статистика выступлений
| Итого | Итого | Итого | Итого | Итого | Итого | Итого | Итого | Дома | Дома | Дома | Дома | Дома | Дома | На выезде | На выезде | На выезде | На выезде | На выезде | На выезде |
| И     | О     | В     | Н     | П     | МЗ    | МП    | РМ    | В    | Н    | П    | МЗ   | МП   | РМ   | В         | Н         | П         | МЗ        | МП        | РМ        |
| ----- | ----- | ----- | ----- | ----- | ----- | ----- | ----- | ---- | ---- | ---- | ---- | ---- | ---- | --------- | --------- | --------- | --------- | --------- | --------- |
| 19    | 20    | 5     | 5     | 9     | 22    | 37    | −15   | 4    | 3    | 2    | 15   | 11   | +4   | 1         | 2         | 7         | 7         | 26        | −19       |

### Матчи
| 16 июля 2019 1 тур | Волгарь (Астрахань)     | 2:0 (0:0) | Урожай                         | Астрахань                                                                    |
| 18:00 МСК | Зенин 63′ · Пугачёв 81′ | Отчёт     | 12' Нестеренко · 82' Поправкин | Стадион: Центральный Зрителей: 1 650 Судья: Владимир Шамара (Ростов-на-Дону) |
| Волгарь: Саганович, Журавлёв, Гараев, Локтионов, Козлов, Мануковский (Дышеков 64'), Павлишин (Данилов 80'), Зенин, Болонин (Пугачёв 73'), Погосов (Бабаев 57'), Бутенко (Лесников 84'). Главный тренер: Виталий Панов. Урожай: Шевченко, Сидоров, Закиров, Поликутин, Митрохин (Гомлешко 55'), Наниев (Туник 61'), Нестеренко (Лысенко 84'), Костанди (Поправкин 76'), Филиппиди, Маркосов, Шульгин. Главный тренер: Андрей Юдин. |                         |           |                                |                                                                              |

| 24 июля 2019 2 тур | Урожай                                                             | 1:1 (0:1) | Машук-КМВ (Пятигорск)                     | Краснодар                                                  |
| 18:00 МСК | Закиров 16' 39' · Гомлешко 54' · Поправкин 81' 90′ · Маркосов 90+' | Отчёт     | 28′ Нестеров · 43' Демидов · 90+' Джатиев | Стадион: Кубань Зрителей: 305 Судья: Павел Шишкин (Тамбов) |
| Урожай: В. Шевченко, Лысенко, Сидоров, Поправкин, Закиров, Наниев (Туник 60'), Гомлешко (Митрохин 57'), Филиппиди (Костанди 85'), Нестеренко, Маркосов, Шульгин (Пахлеванян 73'). Главный тренер: Андрей Юдин. Машук-КМВ: Малолетков, Лезгинцев (Абызов 87'), Ганиев, Колесников, Кабулов, Демидов, Кюрджиев, Кренделев, Сакадеев (Мустафаев 58'), Веркашанский (Джатаев 69'), Нестеров (А. Шевченко 67'). Главный тренер: Андраник Бабаян. |                                                                    |           |                                           |                                                            |

| 1 августа 2019 3 тур | Махачкала                                                                     | 2:0 (2:0) | Урожай                                                          | Каспийск                                                                      |
| 17:00 МСК | Гитинов 34′ · Исаев 36′ · Газимагомедов 49' · Абдулаев 59' · Абдулхаликов 73' | Отчёт     | 46' Ковалевский · 50' Гомлешко · 73' Нестеренко · 88' Поправкин | Стадион: Анжи-Арена, запасное поле Зрителей: 505 Судья: Артём Чистяков (Азов) |
| Махачкала: Гаджиев, Исалдибиров (Гамидов 59'), Галбацдибиров, Агаларов, Гитинов, Зайцев, Исаев, Газимагомедов (Абдулаев 56'), Абдурагимов, Темуков (Абдулхаликов 68'), Мусалов (Касумов 64'). Главный тренер: Руслан Агаларов. Урожай: Шевченко, Лысенко, Поликутин, Поправкин, Гомлешко (Костанди 64'), Митрохин (Ковалевский 65'), Филиппиди, Наниев, Нестеренко (Туник 81'), Маркосов, Шульгин (Пахлеванян 73'). Главный тренер: Андрей Юдин. |                                                                               |           |                                                                 |                                                                               |

| 9 августа 2019 4 тур | Урожай                                         | 1:2 (0:2) | Динамо (Ставрополь)                                                        | Краснодар                                                     |
| 19:00 МСК | Поправкин 7' · Лысенко 74' 90+' · Гомлешко 76' | Отчёт     | 23′ Аз. Курачинов · 38' Ридель · 45′ Григорян · 53' Глушков · 64' Чернышов | Стадион: Кубань Зрителей: 310 Судья: Ярослав Хромей (Воронеж) |
| Урожай: Шевченко, Закиров, Поправкин, Поликутин, Лысенко, Филиппиди, Нестеренко (Воронкин 46'), Ковалевский (Наниев 66'), Маркосов (Митрохин 77'), Шульгин (Гомлешко 62'), Мелекесцев. Главный тренер: Андрей Юдин. Динамо: Аршиев, Чернышов, Каляшин (Семякин 74'), Яцук, Тодуа, Глушков, Люфт (Ал. Курачинов 68', Федорочев 87'), Крутов, Рикель (Аветиков 71'), Аз. Курачинов, Григорян (Колесников 80'). Главный тренер: Лев Иванов. |                                                |           |                                                                            |                                                               |

| 16 августа 2019 5 тур | Интер (Черкесск)                                                       | 2:2 (1:1) | Урожай                                                      | Лермонтов                                                        |
| 17:00 МСК | Сысуев 44′ · Столбовой 67′ (пен.) · Митренко 80' · Уша 84' · Кишев 90' | Отчёт     | 1′ Шульгин · 38' 81′ Закиров · 47' Поликутин · 65' Маркосов | Стадион: Бештау Зрителей: 250 Судья: Сергей Смирнов (Кисловодск) |
| Интер: Байчора, Лазарев, Тюфяков (Гергов 78'), Кишев, Да. Далиев (Бостанов 89'), Митренко (Кучиев 82'), Сысуев, Стуканов, Де. Далиев (Гагиты 73'), Столбовой, Абдоков (Уша 74'). Главный тренер: Валерий Заздравных. Урожай: Шевченко, Закиров, Поликутин, Пахлеванян, Наниев, Ковалевский (Гомлешко 54', Туник 89'), Филиппиди, Воронкин, Шульгин (Костанди 79'), Мелексецев, Маркосов. Главный тренер: Андрей Юдин. |                                                                        |           |                                                             |                                                                  |

| 24 августа 2019 6 тур | Урожай                                                            | 1:1 (1:1) | Спартак (Владикавказ)                         | Краснодар                                                             |
| 18:00 МСК | Хугаев 1′ (авт.) · Поликутин 24' · Тараканов 44' · Нестеренко 46' | Отчёт     | 25′ (пен.) Гатикоев · 63' Кокаев · 75' Хугаев | Стадион: Кубань Зрителей: 230 Судья: Владимир Шамара (Ростов-на-Дону) |
| Урожай: Шевченко, Лысенко, Закиров, Поликутин, Тараканов, Наниев, Нестеренко (Шульгин 54'), Воронкин, Филиппиди (Митрохин 86'), Маркосов, Мелекесцев. Главный тренер: Андрей Юдин. Спартак: Натабашвили, Бадоев, Хугаев, Кокаев, Цабиев (Цаллагов 54'), Дауров (Алдатов 70'), Бокоев, Кобесов, Цогоев (Базаев 28'), Бигулаев (Акгацев 54'), Гатикоев. Главный тренер: Валерий Горохов. |                                                                   |           |                                               |                                                                       |

| 1 сентября 2019 7 тур | Дружба                                                             | 2:1 (1:1) | Урожай                            | Майкоп                                                                         |
| 18:00 МСК | Крылов 41′ · Белов 46' · Ахмедханов 60′ · Омаров 75' · Катаев 90+' | Отчёт     | 34′ Воронкин · 90+' 90+' Маркосов | Стадион: Республиканский Зрителей: 1 400 Судья: Алексей Иванников (Ставрополь) |
| Дружба: Гиголаев (Ковалев 73'), Крылов (Макеров 90'), Катаев, Белов, Ахмедханов, Хагур, Омаров, Бабенко, Замятин (Юрченко 80'), Делок (Ещенко 60'), Конов (Шхалахов 90+'). Главный тренер: Софербий Ешугов. Урожай: Шевченко, Закиров, Тараканов, Поликутин, Воронкин, Митрохин (Нестеренко 62'), Рыжков, Филиппиди, Ковалевский (Лысенко 56'), Шульгин (Маркосов 61'), Мелекесцев (Костанди 84'). Главный тренер: Андрей Юдин. |                                                                    |           |                                   |                                                                                |

| 8 сентября 2019 8 тур | Анжи (Махачкала)                                                                                               | 6:1 (3:0) | Урожай                           | Каспийск                                                                       |
| 16:00 МСК | Ма. Магомедов 10′, 64′, 80′ · Абдулкадыров 18' · Гайдаррв 18' · Саидов 23' · Шихбабаев 42′, 45′ · Агаларов 86′ | Отчёт     | 65' Нестеренко · 90+′ Мелекесцев | Стадион: Анжи-Арена, поле №3 Зрителей: 500 Судья: Лаша Верулидзе (Владикавказ) |
| Анжи: Богатырёв, Ханмурзаев, Саидов, Мачилов, Ягьяев (Абдуразаков 78'), Му. Магомедов (Исаев 76'), Ма. Магомедов, Абдулкадыров (Гусенгаджиев 65'), Шихбабаев (Халимбеков 82'), Гайдаров (Агабалаев 70'), Агаларов. Главный тренер: Валерий Бармин. Урожай: Шевченко, Закиров (Лысенко 46'), Тараканов, Поликутин, Ковалевский (Гомлешко 56'), Рыжков, Воронкин, Митрохин (Костанди 68'), Филиппиди (Поправкин 78'), Шульгин (Нестеренко 46'), Мелекесцев. Главный тренер: Андрей Юдин. | |           |                                  |                                                                                |

| 14 сентября 2019 9 тур | Урожай                                                        | 1:0 (1:0) | Биолог-Новокубанск (пос. Прогресс)                              | Краснодар                                                 |
| 17:00 МСК | Маркосов 18′ · Ковалевский 29' · Мелекесцев 31' · Рыжков 90+' | Отчёт     | 21' Ивашин · 32' 66' Халваши · 44' 77' Чувилов · 84' Дмитриенко | Стадион: Кубань Зрителей: 250 Судья: Антон Качанов (Орёл) |
| Урожай: Шевченко, Лысенко, Закиров, Поправкин (Поликутин 71'), Тараканов, Рыжков (Пахлеванян 90+), Ковалевский (Гомлешко 70'), Воронкин, Маркосов, Шульгин (Костанди 67'), Мелекесцев (Туник 86'). Главный тренер: Андрей Юдин. пос. Прогресс: Федюшкин, Каргин, Мафадзоков (Дмитриенко 47'), Борисов (Семёнов 75'), Солодаренко (Борзенков 75'), Малыш, Лазарашвили (Свистельников 84'), Чувилов, Ивашин, Халваши, Касьянов (Барбашов 76'). Главный тренер: Леонид Назаренко. |                                                               |           |                                                                 |                                                           |

| 21 сентября 2019 10 тур | СКА (Ростов-на-Дону)                       | 3:0 (3:0) | Урожай                                       | Ростов-на-Дону                                              |
| 15:00 МСК | Шаповалов 13′ · Бендзь 17′ · Станкевич 24′ | Отчёт     | 26' Лысенко · 64' Тараканов · 69' Мелекесцев | Стадион: СКА Зрителей: 1 200 Судья: Сергей Костевич (Курск) |
| СКА: Авдюшкин, Фёдоров, Бендзь (Бачурин 40'), Винниченко, Шаповалов (Отставнов 72'), Кондрюков, Федотов, Станкевич (Кожухарь 68'), Гриднев (Юшко 58'), Гребенюков (Кравченко 90'), Дворников. Главный тренер: Владимир Усин. Урожай: Шевченко, Закиров, Лысенко, Тараканов, Поправкин, Рыжков (Филиппиди 88'), Ковалевский (Поликутин 39'), Воронкин, Маркосов, Мелекесцев (Пахлеванян 73'), Шульгин (Сидоров 64'). Главный тренер: Андрей Юдин. |                                            |           |                                              |                                                             |

| 28 сентября 2019 11 тур | Урожай                      | 1:1 (1:1) | Легион-Динамо (Махачкала)     | Краснодар                                                        |
| 19:00 МСК | Шульгин 36′ · Поправкин 87' | Отчёт     | 25′ 54' Кадиев · 35' Шалбузов | Стадион: Кубань Зрителей: 202 Судья: Сергей Смирнов (Кисловодск) |
| Урожай: Шевченко, Сидоров, Лысенко (Филиппиди 62'), Тараканов (Митрохин 13'), Поликутин, Поправкин (Гомлешко 90'), Рыжков (Маркосов 69'), Пахлеванян, Воронкин, Мелекесцев, Шульгин. Главный тренер: Андрей Юдин. Легион-Динамо: А. Магомедов, Абидинов, Идрисов, Гафаров (Халимбеков 46'), Шалбузов (Абилаев 82'), Удунян, Богатырёв, Муртазалиев (Юсупов 75'), Р. Магомедов (Талибов 86'), Кадиев (Акаев 67'), Мохаммад. Главный тренер: Ахмад Магомедкамилов. |                             |           |                               |                                                                  |

| 5 октября 2019 12 тур | Спартак-Нальчик                             | 1:1 (1:0) | Урожай                         | Нальчик                                                        |
| 16:00 МСК | Ольмезов 43' · Бацев 45′ (пен.) · Ашуев 74' | Отчёт     | 62' Поликутин · 65′ Мелекесцев | Стадион: Спартак Зрителей: 200 Судья: Игорь Капленков (Москва) |
| Спартак-Нальчик: Шогенов, Клыша, Дзамихов, Ольмезов, Сундуков, Машезов (Апажев 78'), Апшацев (Ашуев 71'), Хачиев, Салахетдинов, Шаваев (Стрига 40'), Бацев (Тлепшев 88'). Главный тренер: Сергей Трубицын. Урожай: Шевченко, Поликутин, Сидоров, Лысенко, Рыжков (Гомлешко 86'), Пахлеванян, Нестеренко (Туник 82'), Воронкин, Маркосов, Мелекесцев. Главный тренер: Андрей Гордеев. |                                             |           |                                |                                                                |

| 12 октября 2019 13 тур | Урожай                                                                                                 | 1:4 (1:1) | Алания (Владикавказ)                                                            | Краснодар                                                               |
| 16:00 МСК | Пахлеванян 7′ · Лысенко 14' · Закиров 61' · Маркосов 73' · Сидоров 75' · Мелекесцев 81' · Воронкин 86' | Отчёт     | 19′ Хадарцев · 28' Кобесов · 47′, 49′ Гурциев · 71′ 75' Хабалов · 75' Магомедов | Стадион: Кубань Зрителей: 317 Судья: Дмитрий Стрельцов (Ростов-на-Дону) |
| Урожай: Шевченко, Поликутин, Сидоров, Лысенко (Митрохин 46'), Рыжков (Гомлешко 82'), Пахлеванян, Нестеренко (Закиров 84'), Маркосов, Воронкин, Мелекесцев, Шульгин (Филиппиди 51'). Главный тренер: Андрей Гордеев. Алания: Солдатенко, Кобесов (Зураев 82'), Качмазов, Бутаев, Крамаренко (Гурциев 46'), Хадарцев (Хабалов 63'), Магомедов, Хугаев (Кокоев 69'), Шавлохов, Засеев, Машуков (Малоян 44'). Главный тренер: Спартак Гогниев. | |           |                                                                                 |                                                                         |

| 19 октября 2019 14 тур | Черноморец (Новороссийск)                                                                              | 4:0 (4:0) | Урожай                          | Новороссийск                                                                  |
| 16:00 МСК | Гаранжа 31′ (пен.) · Чабанов 36′ · Сидоров 40′ (авт.) · Волков 42′ · Магомедов 69' · Джамалутдинов 73' | Отчёт     | 8' 66' Сидоров · 63' Мелекесцев | Стадион: Центральный Зрителей: 1 000 Судья: Алексей Колтунов (Ростов-на-Дону) |
| Черноморец: А. Зайцев, Черов, Джамалутдинов, Поникаров, Ваганов, Гаранжа (Ахмеджанов 71'), Шабичев (Захаров 62'), Чабанов (Мироник 76'), Магомедов, Волков (Клочков 80'), Матюшенко (Панамарёв 57'). Главный тренер: Эдуард Саркисов. Урожай: Шевченко (Д. Зайцев 46'), Поликутин, Сидоров, Лысенко (Поправкин 43'), Рыжков (Гомлешко 56'), Пахлеванян, Митрохин (Туник 87'), Воронкин, Маркосов (Филиппиди 46'), Мелекесцев, Шульгин. Главный тренер: Андрей Гордеев. | |           |                                 |                                                                               |

| 27 октября 2019 15 тур | Урожай                                      | 1:0 (1:0) | Краснодар-3               | Краснодар                                                 |
| 15:30 МСК | Поликутин 23′ · Воронкин 66' · Гомлешко 90' | Отчёт     | 50' Симонов · 55' Логачёв | Стадион: Кубань Зрителей: 311 Судья: Игорь Холин (Майкоп) |
| Урожай: Зайцев, Поликутин, Тараканов, Поправкин, Филиппиди (Костанди 85'), Рыжков (Гомлешко 85'), Воронкин, Пахлеванян, Митрохин, Маркосов, Шульгин (Закиров 90+'). Главный тренер: Андрей Гордеев. Краснодар-3: Штепа, Логачёв, Пунегов (Власов 84'), Храмцов, Пивоваров (Корнюшин 72'), Манелов, Гиоев, Кратков (Петерсон 85'), Волков (Мавлянов 78'), Самко, Симонов (Рейхмен 58'). Главный тренер: Дмитрий Кудинов. |                                             |           |                           |                                                           |

| 3 ноября 2019 16 тур | Машук-КМВ (Пятигорск)                                     | 3:0 (1:0) | Урожай                                       | Пятигорск                                                                  |
| 15:00 МСК | Демидов 27′ · Мустафаев 45' · Лезгинцев 51′ · Карибов 58′ | Отчёт     | 33' Поликутин · 79' Воронкин · 88' Тараканов | Стадион: Центральный Зрителей: 120 Судья: Владимир Шамара (Ростов-на-Дону) |
| Машук-КМВ: Хамхоев, Демидов, Пономарёв, Ганиев, Лезгинцев (Блиадзе 79'), Колесников, Кюрджиев (Абызов 82'), Карибов (Жестков 71'), Мустафаев (Антонов 88'), Шевченко (Веркашанский 76'), Джатиев. Главный тренер: Анзур Садиров. Урожай: Зайцев, Поправкин, Тараканов, Поликутин, Рыжков (Костанди 62'), Филиппиди (Мелекесцев 46'), Пахлеванян, Митрохин (Сидоров 46'), Воронкин, Маркосов, Шульгин (Ковалевский 85'). Главный тренер: Андрей Гордеев. |                                                           |           |                                              |                                                                            |

| 10 ноября 2019 17 тур | Урожай                                                                    | 5:2 (3:0) | Махачкала                                          | Краснодар                                                        |
| 15:00 МСК | Костанди 17′ · Мелекесцев 29′, 45+1′, 59′ 53' · Рыжков 77′ · Митрохин 81' | Отчёт     | 53' Зайцев · 57′ (пен.) 87' Темуков · 90+′ Гитинов | Стадион: Кубань Зрителей: 301 Судья: Сергей Смирнов (Кисловодск) |
| Урожай: Шевченко (Черников 88'), Сидоров, Закиров, Поправкин, Рыжков (Ковалевский 79'), Костанди (Шульгин 59'), Филиппиди (Лысенко 67'), Воронкин, Пахлеванян, Митрохин, Мелекесцев. Главный тренер: Андрей Гордеев. Махачкала: Аверкиев (Головятенко 88'), Саидов (Исалдибиров 51'), Исаев (Абдулаев 90'), К. Агаларов, Зайцев, Гитинов, Корголоев (Шахбанов 82'), Гираев, Темуков, Абдурагимов, Мусалов (З. Агаларов 84'). Главный тренер: Руслан Агаларов. |                                                                           |           |                                                    |                                                                  |

| 17 ноября 2019 18 тур | Динамо (Ставрополь)                     | 1:2 (0:0) | Урожай                                                        | Рыздвяный                                                 |
| 14:00 МСК | Каляшин 35' · Абдоков 80′ · Семякин 85' | Отчёт     | 25' Тараканов · 52' Филиппиди · 87′ Закиров · 90+′ Мелекесцев | Стадион: Факел Зрителей: 200 Судья: Артём Чистяков (Азов) |
| Динамо: Аршиев, Каляшин, Семякин, Муратов, Тодуа, Яцук, Чернышов, Шереметов (Григорян 63'), Крутов (Люфт 77'), Абдоков, Курачинов. Главный тренер: Роман Удодов. Урожай: Шевченко, Сидоров, Тараканов, Поправкин (Закиров 59'), Поликутин, Костанди (Шульгин 46'), Рыжков (Наниев 83'), Воронкин, Филиппиди (Митрохин 83'), Пахлеванян (Маркосов 85'), Мелекесцев. Главный тренер: Андрей Гордеев. |                                         |           |                                                               |                                                           |

| 13 марта 2020 19 тур | Урожай                                                                        | 3:0 (0:0) | Интер (Черкесск)         | Краснодар                                                |
| 18:30 МСК | Чабанов 34' 70′ · Овсиенко 58' · Ерохин 82' · Мелекесцев 83′ · Костанди 90+3′ | Отчёт     | 29' Забродин · 38' Кишев | Стадион: Кубань Судья: Алексей Колтунов (Ростов-на-Дону) |
| Урожай: Баринов, Сидоров, Овсиенко, Черов, Ерохин, Чабанов (Филиппиди 87'), Рыжков (Костанди 66'), Бидловский, Пахлеванян (Воронкин 62'), Мелекесцев, Шульгин (Митрохин 89'). Главный тренер: Андрей Гордеев. Интер: Зорников, Алборов (Николаев 82'), Шумахов, Кишев, Абрамушкин, Гагиты, Далиев, Гергов (Уша 60'), Забродин, Митренко, Кучиев. Главный тренер: Вячеслав Камольцев. |                                                                               |           |                          |                                                          |

## Кубок России

### 1/256 финала
| 20 июля 2019 1/256 финала | Урожай      | 1:3 (0:2) | Дружба (Майкоп)                  | Краснодар       |
| 18:00 МСК                 | Шульгин 48′ |           | 3′ Кадимов · 22′, 56′ Ахмедханов | Стадион: Кубань |